# Kadencja (politologia)

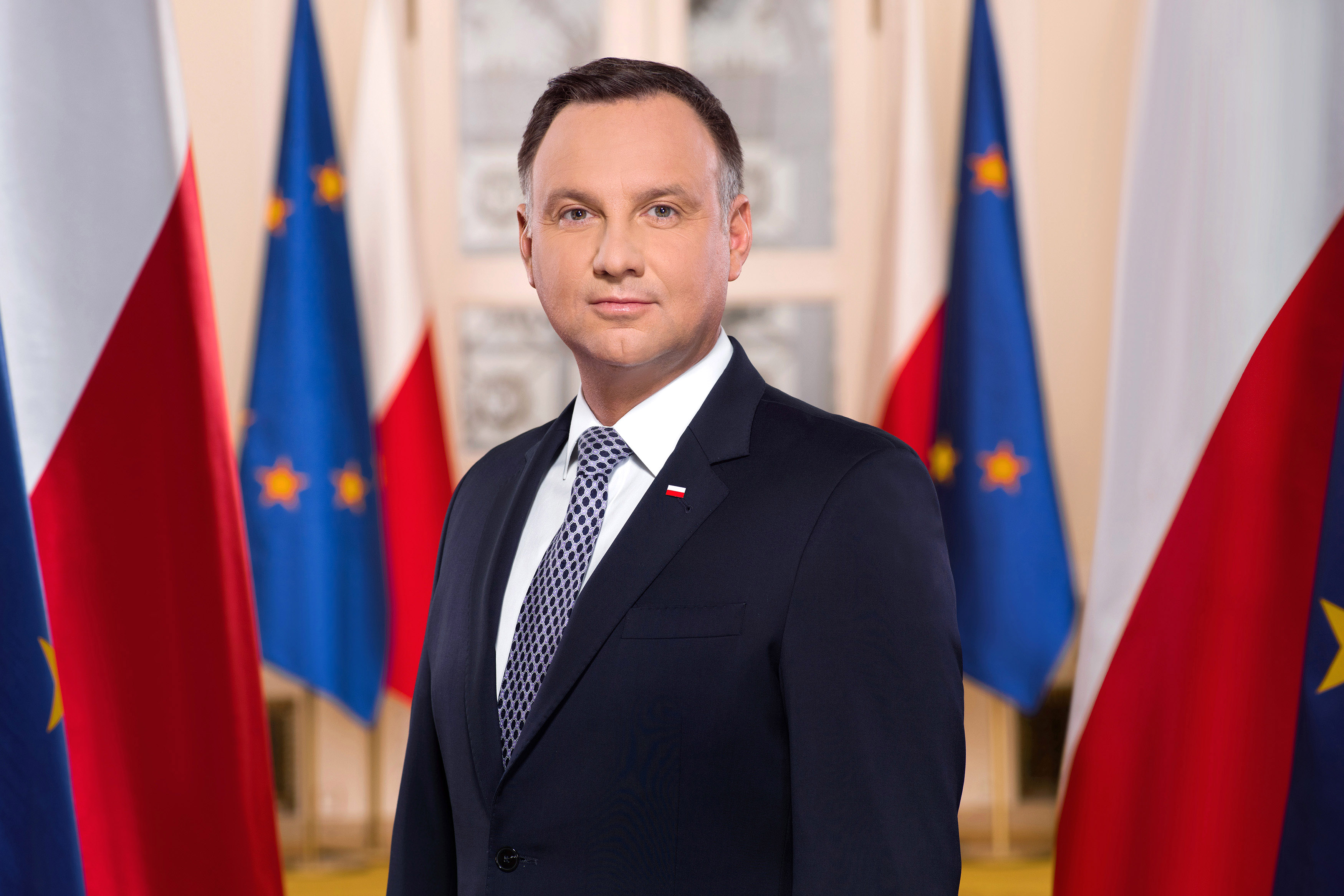
Kadencja prezydenta w Polsce trwa 5 lat (na zdjęciu Andrzej Duda)

Kadencja (łac. cadentia „upadek”) – określony przez prawo okres pełnienia danej funkcji (urzędu) przez urzędnika lub organ pochodzący z wyboru. Na przykład określona w konstytucji kadencja prezydenta w Polsce trwa 5 lat, a Sejmu i Senatu – 4.

## Kadencje w Konstytucji RP
Termin "kadencja" spotyka się w Konstytucji m.in. w:
- Rozdziale IV dotyczącym Sejmu i Senatu, m.in. w art. 98 ust. 1, który mówi, że kadencje tych organów są 4-letnie i rozpoczynają się z dniem zebrania się Sejmu na pierwsze posiedzenie i trwają do dnia poprzedzającego dzień zebrania się Sejmu następnej kadencji oraz w dalszych punktach określających np. możliwość skrócenia kadencji Sejmu i Senatu;
- Rozdziale V dotyczącym Prezydenta, w art. 127 ust. 2, w którym określa się, że kadencja prezydencka trwa 5 lat i można ją powtórzyć tylko raz, a także w art. 128 pkt 1, w którym określa się, że kadencja prezydencka rozpoczyna się w dniu objęcia przez niego urzędu;
- Rozdziale VIII dotyczącym Sądów i Trybunałów, gdzie art. 183 ust. 3 określa, że kadencja Pierwszego Prezesa Sądu Najwyższego trwa 6 lat, art. 185 wskazuje, że kadencja Prezesa Naczelnego Sądu Administracyjnego trwa również 6 lat, art. 187 ust. 3 określa, że kadencja wybranych członków Krajowej Rady Sądownictwa trwa 4 lata.
- Rozdziale X dotyczącym Finansów Publicznych, gdzie w art. 227 ust. 3 określa się, że kadencja Prezesa Narodowego Banku Polskiego trwa 6 lat.

## Limity kadencyjności
Niektóre urzędy – np. wójt, prezydent miasta i inne urzędy szczebla administracji samorządowej – pozwalały na nieograniczoną liczbę kadencji sprawowania urzędu przez jedną osobę. Zostało to zmienione ustawą z dnia 11 stycznia 2018, która wprowadziła m.in. nowelizację Kodeksu wyborczego i ustaw o samorządach, m.in. dwukadencyjność wójtów, burmistrzów i prezydentów miast licząc pierwszą kadencję od 2018 r. Polski ustawodawca przewiduje jednak również limity możliwości sprawowania funkcji przez jedną osobę w okresie dłuższym, niż określona liczba kadencji, np. funkcję Prezesa Narodowego Banku Polskiego oraz funkcję Prezydenta RP, można sprawować przez 2 kadencje.